# Irpín
Irpín (en idioma ucraïnès: Ірпі́нь) és una ciutat d'Ucraïna situada en l'óblast de Kíiv, al nord del país. Una part d'Irpín, l'assentament de Kotsiubinske, és un exclavament de Kíiv.
Administrativament, s'incorpora com una ciutat d'importància d'oblast i serveix com a centre administratiu del Municipi d'Irpín, que inclou la ciutat d'Irpín i tres assentaments urbans. La ciutat té una població de 62.456 en 2021.
La ciutat té una estació de ferrocarril construïda l'any 1899. A partir de 2003, el "Irpen Film Festival" per a la cinematografia alternativa té lloc cada any.

## Història
Al segle XVII al lloc d'Irpín hi havia els pobles de Romànivka i khútor Liubka. Al segle xix van aparèixer el poble de Severynivka i els khútors Rudnia i Stoianka.
Irpín es va formar el 1899 com una circumval·lació durant la construcció de la línia de ferrocarril de Kíiv-Kòvel. Els treballadors del ferrocarril van fundar la ciutat prop de la via del ferrocarril juntament amb altres localitats com ara Butxa i Vòrzel. El nom de la ciutat (juntament amb la ciutat de Vòrzel) va ser escollit a causa de la seva ubicació al riu Irpín.
Des del 26 de juliol de 1941, just després de la Batalla de Kíiv, va ser ocupada per la Wehrmacht fins al novembre de 1943, quan Kíiv va ser recapturada. La majoria dels jueus van ser assassinats a Babi Iar o altres massacres per part dels Nazis.
El 1956, l'estatus d'Irpín va ser canviat pel de "ciutat de subordinació del districte", subordinada al raion de Kíiv-Sviatoixinski (districte).
El 30 de desembre de 1962, el Presidium de la Rada Suprema de l'RSS d'Ucraïna va emetre un decret que canviava l'estatus d'Irpín al de "ciutat de subordinació de l'oblast", que estava subordinada directament a les autoritats de l'oblast en lloc de l'administració de la ciutat que es trobava dins de la ciutat. També es va mencionar dins del decret la inclusió dels assentaments urbans de Butxa (una ciutat des del 2007), Vòrzel, Hostomel, i Kotsiubinske dins dels límits de la ciutat.
Durant la Invasió russa d'Ucraïna del 2022, Irpín es va convertir en el lloc d'un camp de batalla durant l'ofensiva de Kíiv. Les forces russes van prendre l'Aeroport d'Hostomel al nord de la ciutat per facilitar un avanç cap al sud, al voltant de Kíiv. La ciutat va ser bombardejada per l'artilleria russa mentre els ucraïnesos van poder rebutjar i destruir múltiples forces que intentaven entrar a la ciutat. Segons Human Rights Watch, el 6 de març de 2022, les forces russes van bombardejar una intersecció en una carretera d'Irpín que va ser utilitzada pels civils per fugir. El 24 de març de 2022, les Forces Armades d'Ucraïna van recuperar el 40% de la ciutat de les forces russes. El 28 de març, l'alcalde Oleksandr Markuixin va anunciar que presumptament tot Irpín va ser totalment recuperat per les forces ucraïneses, però això encara no s'ha confirmat.

## Economia
Hi ha 22 fabricants industrials que operen a la regió d'Irpín. La ciutat té prop d'un miler d'empreses de diferents formes de propietat. Els més destacats són el Complex Industrial de Peremoha d'Irpín (maons, components de formigó armat, materials d'aïllament tèrmic i insonoritzacions), Irpinmash (engranatges per a la indústria agrícola), Perun Trading Firm (llibres), KATECH-electro Empresa Privada Comercial i de Fabricació (cablejat i productes de cablejat), la fàbrica Irpintorfmash (materials de construcció) i una fàbrica de mobles, per citar-ne alguns.
El sector agrícola d'Irpín proporciona la capital d'Ucraïna, Kíiv, amb patates i altres hortalisses.
La ciutat també és una àrea que compta amb un complex turístic, conegut per les seves instal·lacions recreatives.

## Esport
La ciutat té una infraestructura esportiva ben desenvolupada. En algún moment va acollir diversos clubs de futbol professional, entre els quals es troben el Dynamo Irpin (més tard conegut com a FC Ros Bila Tserkva), Nafkom-Akademiya (més tard conegut com a FC Nafkom Brovari), entre d'altres.
L'estiu de 2016 es va obrir un petit estadi de nova construcció a la ciutat.
També hi ha una escola esportiva, una acadèmia de futbol i diverses altres organitzacions esportives com un club de rugbi. A l'estadi de la ciutat es realitzen regularment diversos esdeveniments esportius.

## Educació
- Universitat del Servei Fiscal Estatal d'Ucraïna (antiga Acadèmia Tributària Estatal)
- Facultat d'Economia de la Universitat Nacional Agrària
- Seminari Bíblic Evangèlic

## Ciutadans notables
- Iaroslav Amossov, nascut a Irpín, dedicat a les arts marcials mixtes
- L'escriptor soviètic Nikolai Nóssov va passar la seva infantesa a la ciutat
- El fotògraf ucraïnès Iuri Kossin treballa a la ciutat

## Galeria

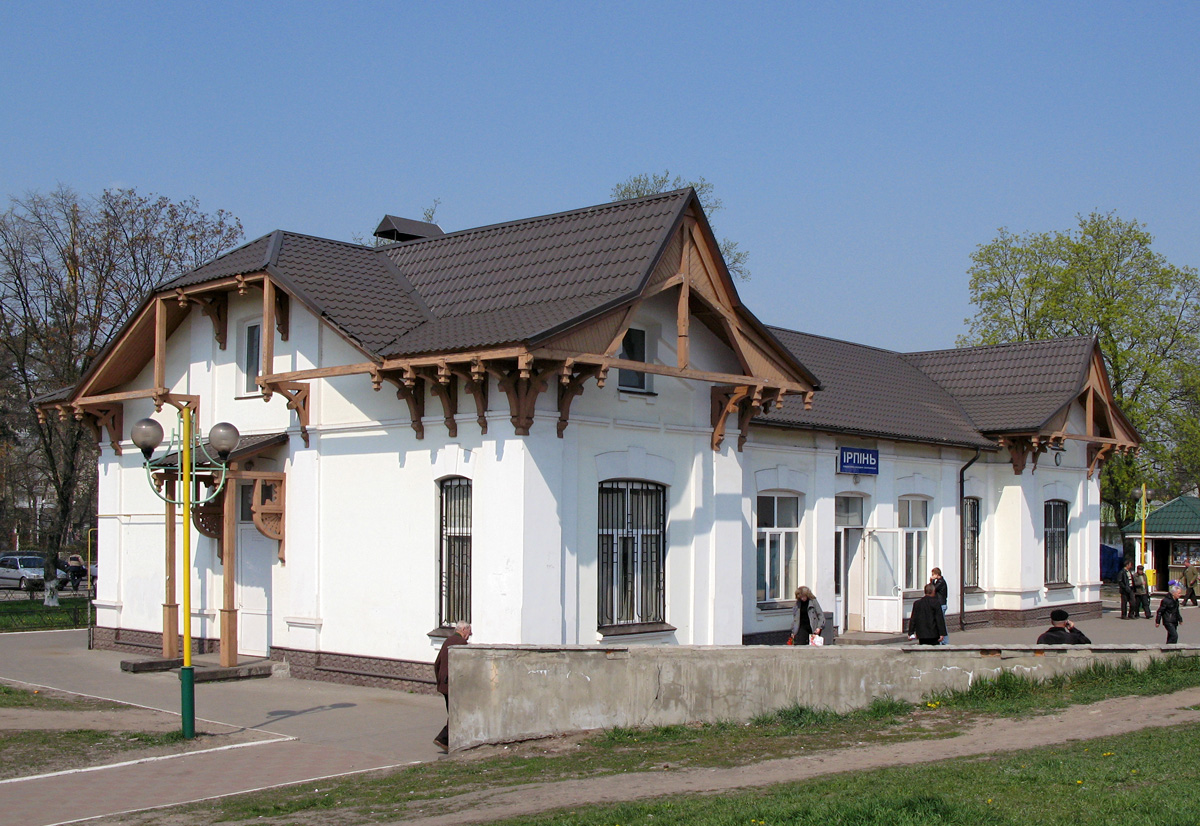
Estació de tren d'Irpín
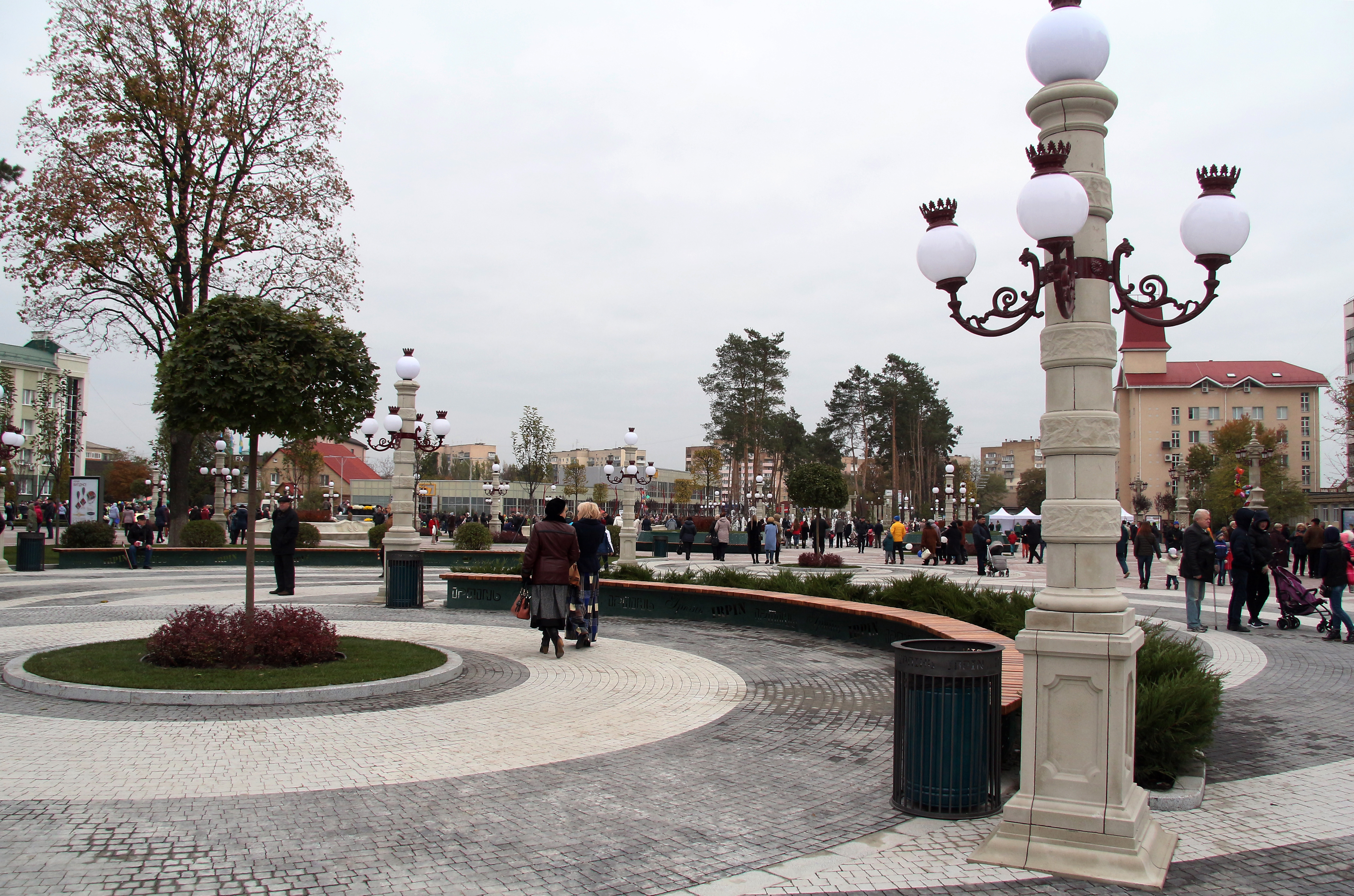
Plaça major
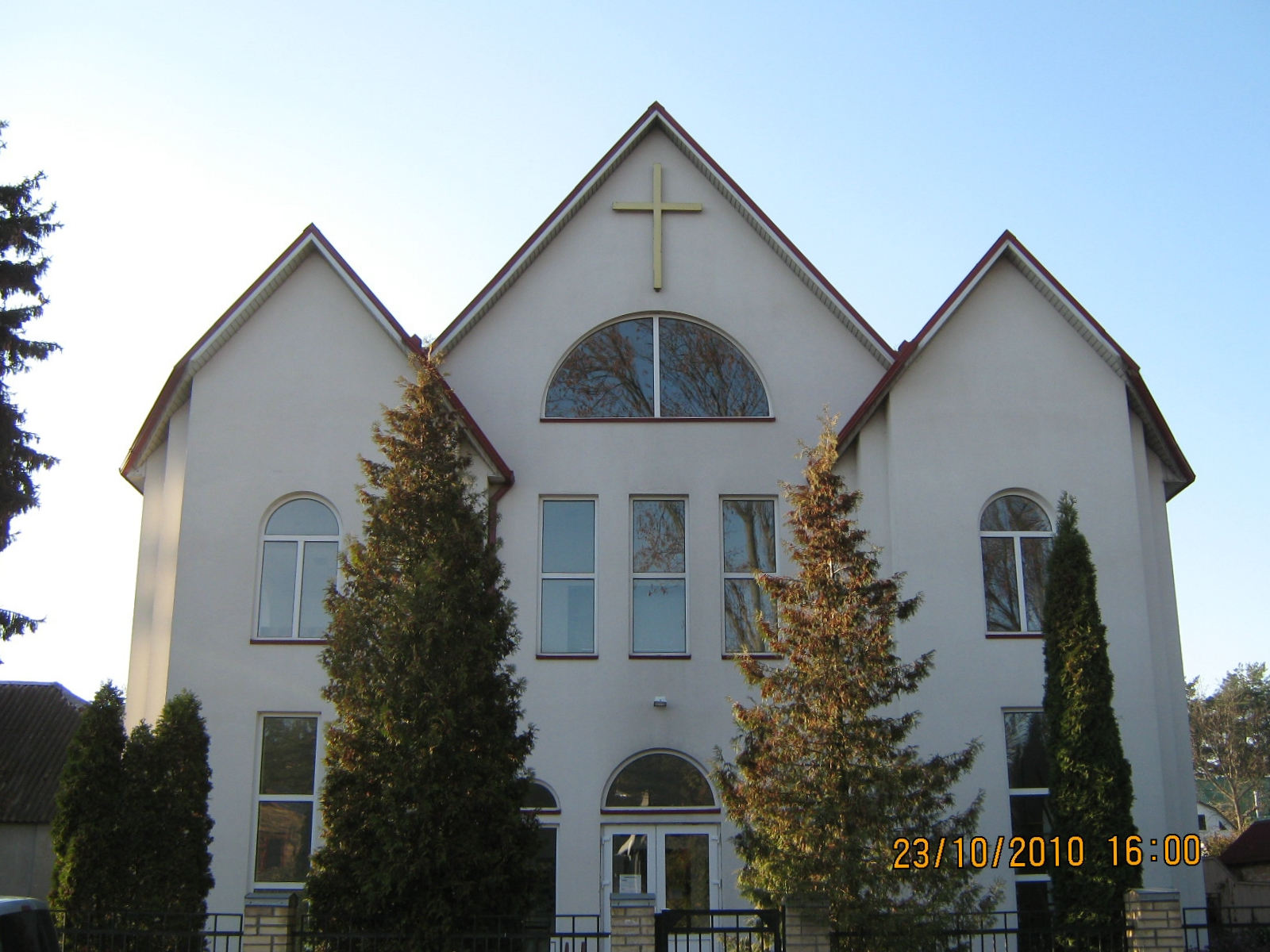
Església baptista
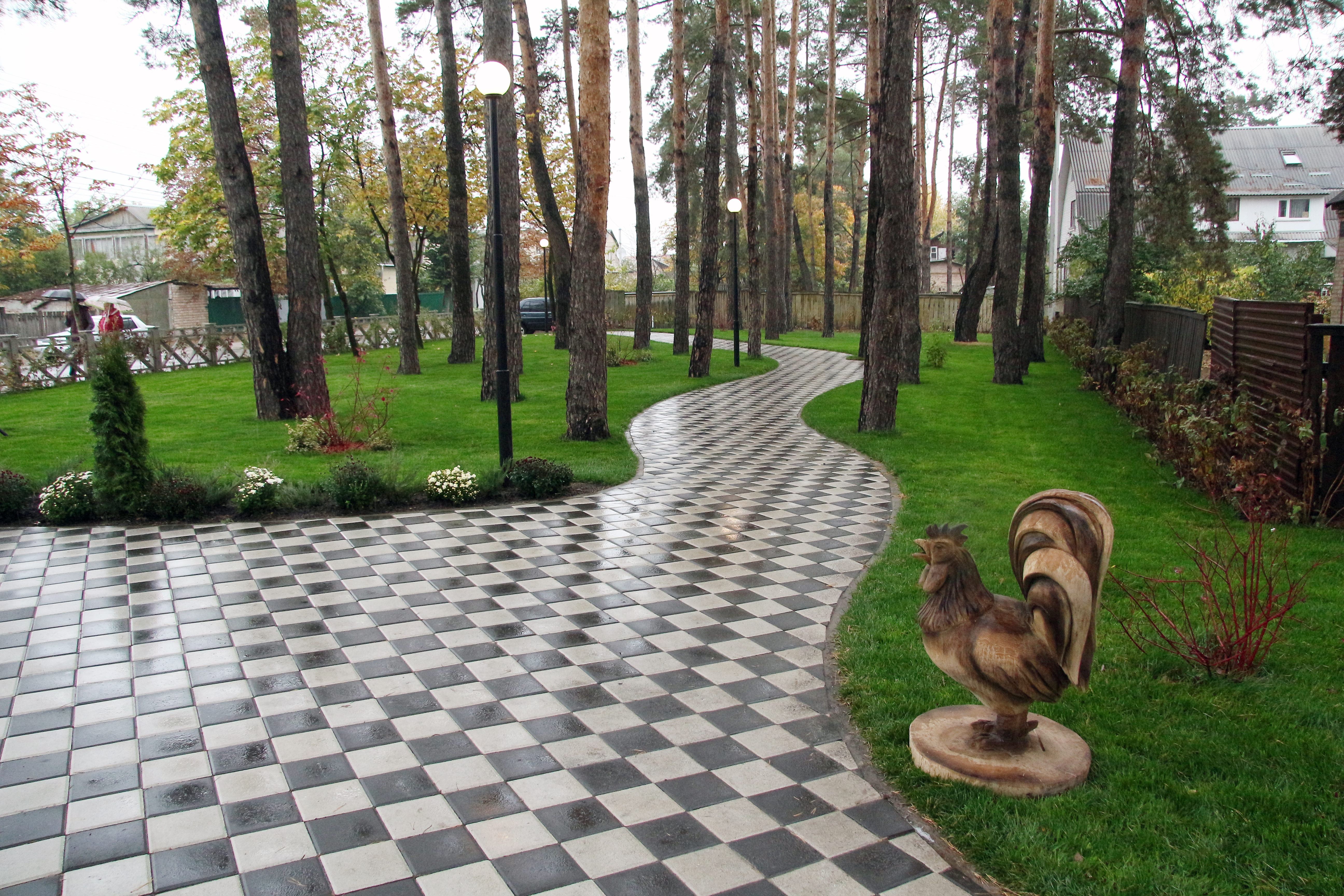
Parc de la ciutat
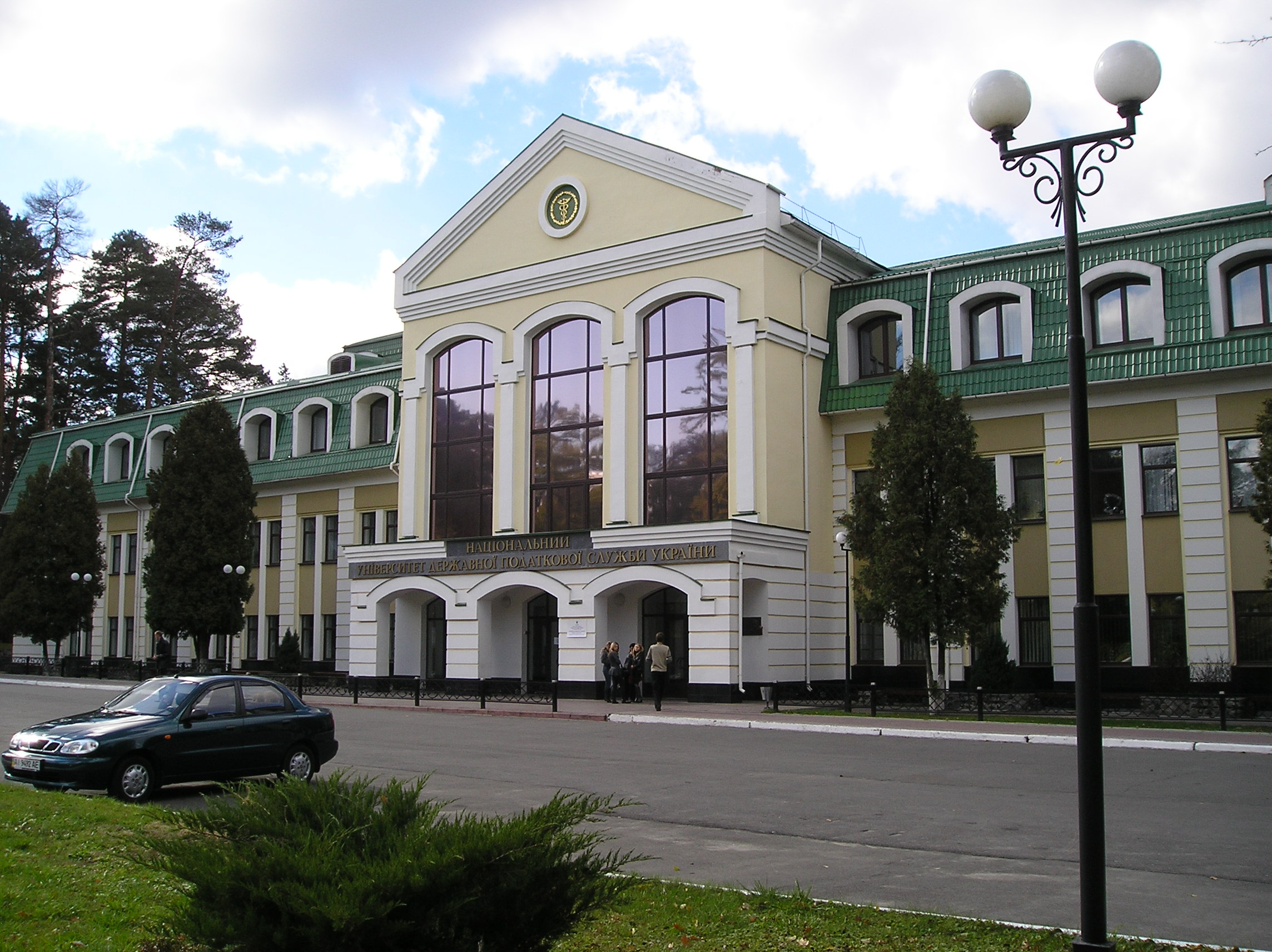
Acadèmia Fiscal Estatal d'Ucraïna
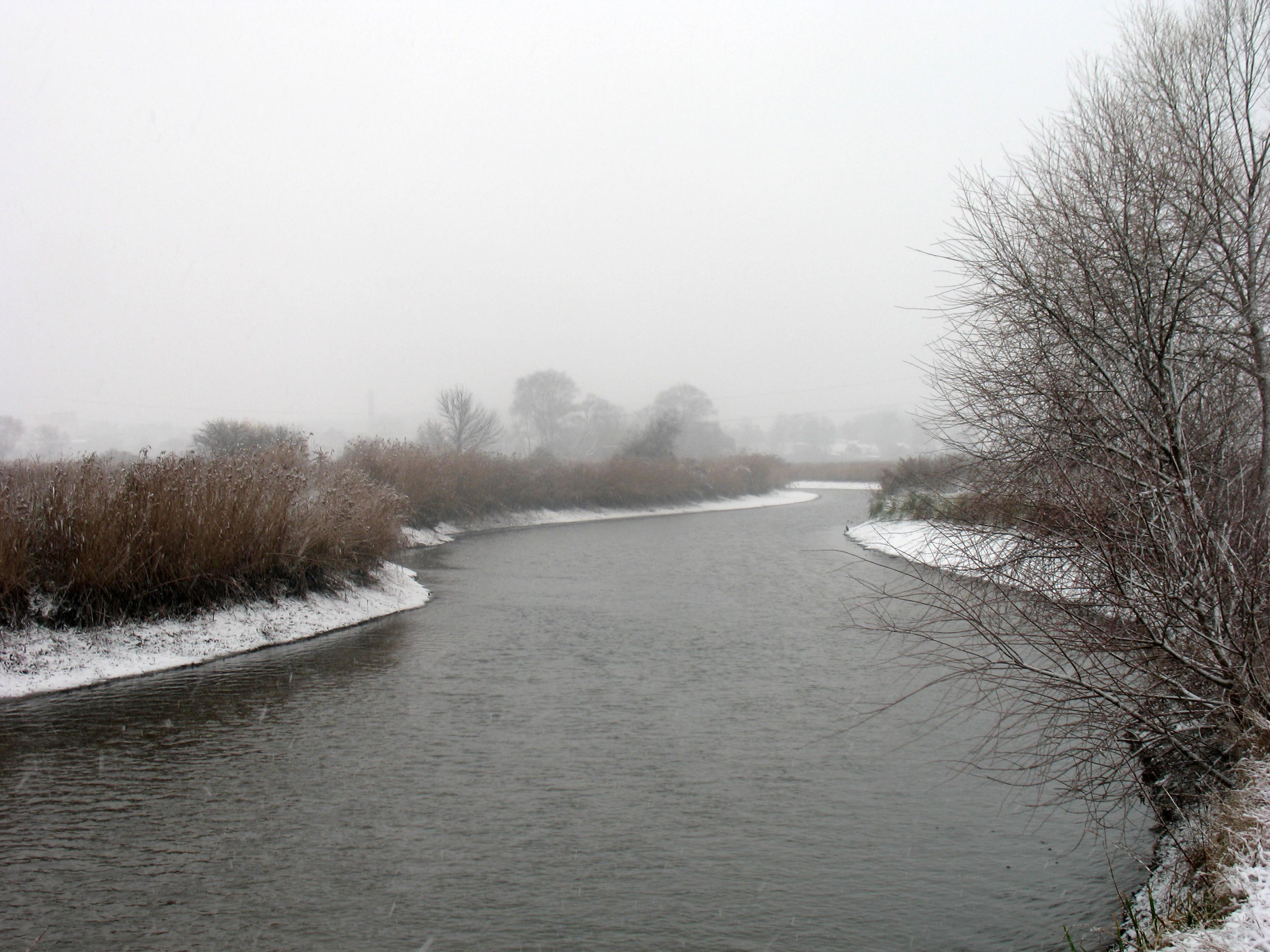
Riu Irpín
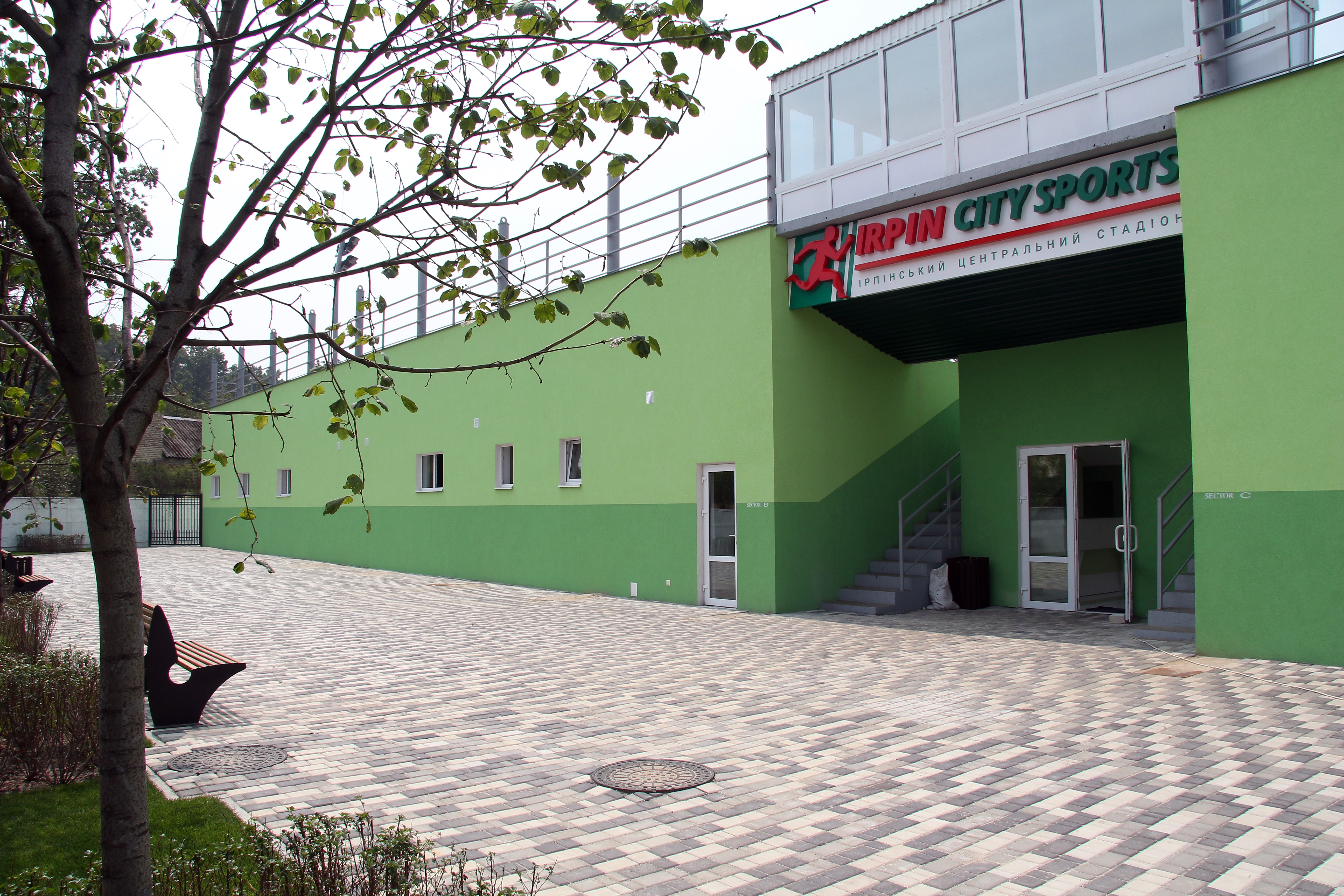
Estadi central